# Maurizio Bevilacqua
Pour les articles homonymes, voir Bevilacqua (homonymie).
Maurizio Bevilacqua (né le 1er juin 1960 à Sulmona, Italie) est un homme politique canadien.  Il a été député à la Chambre des communes du Canada de 1988 à 2010.

## Biographie
Il est arrivé au Canada à l'âge de 11 ans. Il a fréquenté le Emery Collegiate et l'université York où il a obtenu un baccalauréat ès arts. Il est père de deux enfants.
Élu tout d'abord en 1988 sous la bannière libérale dans York-Nord, il doit se représenter en 1990 car l'élection de 1988 dans ce comté fut déclarée nulle; il fut tout de même réélu. Lors de l'élection générale de 1993 il obtient la plus haute majorité jamais obtenue dans l'histoire du Canada. En 1997 et 2000, il fut réélu dans la circonscription de Vaughan–King–Aurora et depuis 2004 il représente la nouvelle circonscription de Vaughan. Il fut réélu en 2006.
En 2002 et 2003, il a occupé le poste de secrétaire d'État aux Institutions financières internationales, et également pendant quelques mois le poste de secrétaire d'État aux Sciences, à la Recherche et au Développement.
Il fut candidat au congrès d'investiture du Parti libéral du Canada de 2006, pour succéder à Paul Martin, mais il s'est retiré tôt dans la course pour donner son appui à Bob Rae.
Il a démissionné comme député en 2010  et est devenu maire de la ville de Vaughan (Ontario).
Il parle l'anglais, l'italien et le français, ayant de ce dernier une compréhension acceptable.